# Saint-Genest-sur-Roselle
Saint-Genest-sur-Roselle (tiếng Occitan: Sent Giniés) là một xã của tỉnh Haute-Vienne, thuộc vùng Nouvelle-Aquitaine, miền trung nước Pháp.